# Revolution Is My Name
«Revolution is My Name» es una canción de la banda estadounidense de groove metal Pantera. Fue el primer sencillo del último álbum de la banda, Reinventing the Steel. También fue incluido en el álbum recopilatorio de la banda Far Beyond the Great Southern Cowboys ' Vulgar Hits!.

## Recepción
"Revolution is My Name" alcanzó el número 28 en el Mainstream Rock Tracks de Billboard. La canción fue nominada a la Mejor Interpretación de Metal en los Grammy del 2001, pero perdió frente a "Elite" de Deftones. Sin embargo, ganó como Canción del Año 2000 en una encuesta realizada por los lectores de la revista Metal Edge . El video musical de la canción fue votado como el decimoquinto más grande del metal del siglo XXI en Headbangers Ball en 2005.

## Video musical
El video musical de la canción fue dirigido por Jim Van Bebber y producido por Grant Cihlar para 1171 Production Group. El video es una mezcla de diversos elementos: entre las actuaciones de la banda y material en vivo, la interpretación también contiene fragmentos cómicos , donde los músicos se presentan como niños pequeños (con el pelo facial incluido) escuchando Led Zeppelin y ZZ Top, saltando en la cama y tocando sus respectivos instrumentos. El video también incluye destellos de las influencias de la banda, tales como Black Sabbath y Kiss.